# Plecturocebus oenanthe
Il callicebo delle Ande o callicebo del Rio Mayo (Plecturocebus oenanthe (Thomas, 1924)) è un primate platirrino della famiglia dei Pitecidi.
Con due popolazioni separate, la specie è endemica una piccola zona del Perù nord-orientale, vicino al confine con l'Ecuador. Predilige le aree di foresta pluviale a quote oltre i 1.500 m d'altezza.
Come gran parte delle specie congeneri, questi animali sono di abitudini diurne ed arboricole: vivono in gruppi familiari, composti da una coppia riproduttrice alla quale si sommano solitamente fino a tre cuccioli non ancora del tutto indipendenti. Ciascun gruppo delimita un proprio territorio, che viene difeso accanitamente da eventuali intrusi.

La femmina partorisce alla fine della stagione secca, così da dare all'unico cucciolo che di norma nasce maggiori possibilità di arrivare all'età adulta, potendo approfittare del maggior nutrimento reperibile durante la stagione delle piogge. I cuccioli vengono accuditi principalmente dal padre, a volte coadiuvato dagli altri membri del gruppo: la madre può interagire col cucciolo solo durante la poppata, che avviene all'incirca ogni due o tre ore.

La maturità sessuale viene raggiunta attorno al terzo anno di vita dei cuccioli e coincide solitamente col loro allontanamento dal gruppo natio: questo, sommato al fatto che la femmina partorisce una volta l'anno, spiega perché i gruppi di titi raramente superino le cinque unità come numero di componenti.

## Status e conservazione
Le principali minacce per questa specie sono la perdita e la frammentazione dell'habitat e la pressione venatoria. Si stima che negli ultimi 25 anni si sia verificata una riduzione della popolazione di ≥80% a causa della massiccia deforestazione dell'habitat preferito di questa specie a seguito dell'aumento della pressione della popolazione umana e dell'intensificazione delle attività agricole. P. oenanthe has been listed among the World’s 25 Most Endangered Primates in 2014.